# Spice 1
Spice 1 (справжнє ім'я Роберт Лі Ґрін-молодший) — американський репер, продюсер, член дуету Criminalz, колишній учасник гурту Thug Lordz. Виконавець посів 56-ту сходинку рейтингу 115 найкращих реперів з 1988 по 2003 за версією The Source. Журнал також включив його однойменний, дебютний студійний альбом до списку «100 найкращих реп-альбомів».

## Кар'єра
Сценічне ім'я є акронімом «Sex, Pistols, Indo, Cash, and Entertainment». Репера вперше помітив Too Short. Його перший реліз, міні-альбом Let It Be Known, не було видано великим накладом, він не приніс Spice 1 популярності. Тексти з дебютної платівки Spice 1 сповнені песимістичного настрою, розпачу, люті й злості. Наступний альбом став ще жорсткішим. Spice 1 видав 6 студійних робіт і компіляцію на Jive Records. Лейбл заявив про вихід платівки Full Metal Jacket, проте репер спростував цю інформацію. За його словами, компанія хотіла випустити реліз, але він відмовився. Досі невідомо чи було використано цей матеріал на подальших релізах.
У 1996 Spice 1 з'явився на компіляції Red Hot Organization America Is Dying Slowly, разом з Biz Markie, Wu-Tang Clan, Organized Konfusion і Fat Joe. CD мав на меті підвищити серед афроамериканських чоловіків обізнаність про СНІД. The Source високо оцінив реліз.
Під час перебування на Jive три альбоми отримали золотий статус від RIAA. Ці релізи: Spice 1, 187 He Wrote і AmeriKKKa's Nightmare. Інші платівки мали менший успіх. Попри вимоги лейблу репер не змінив свій імідж і покинув Jive.
Після цього творча активність виконавця значно збільшилася. Він встав на захист Ice-T у конфлікті з Soulja Boy.

## Особисте життя
Роберт відвідував середню школу Маунт Іден у Гейворді, штат Каліфорнія.
Вранці 3 грудня 2007 Spice 1 стріляли в груди, коли він сидів у своєму Cadillac Escalade біля будинку батьків у Гейворді. Причиною вважається пограбування, а не конфлікт з іншими реперами. У Spice 1 діагностували колапс легені. Через 6 днів він прокоментував стрілянину з лікарняного ліжка.

## Дискографія
Студійні альбоми
- Spice 1 (1992)
- 187 He Wrote (1993)
- AmeriKKKa's Nightmare (1994)
- 1990-Sick (1995)
- The Black Bossalini (1997)
- Immortalized (1999)
- The Last Dance (2000)
- Spiceberg Slim (2002)
- The Ridah (2004)
- Dyin' 2 Ball (2005)
- The Truth (2005)
- Thug Candy (2015)
- Haterz Nightmare (2015)